# L'alba di Avalon
L'alba di Avalon è un romanzo appartenente al ciclo di Avalon che è stato scritto quasi interamente dopo la morte di Marion Zimmer Bradley da Diana L. Paxson, seguendo comunque appunti e note della Zimmer Bradley stessa.

## Trama
2500 anni a.C. Tiriki, Sacerdotessa della Luce e della dea della Terra Ni-Terat, e suo marito Micail, Sacerdote della Luce e Principe dello stato atlantideo Atharrath, devono salvarsi dalla distruzione di Atlantide e sono costretti a salire a bordo di due diverse imbarcazioni inviate alle Isole di Tin (Gran Bretagna). Quando finalmente raggiungono la costa britannica, però, sono lontani l'uno dall'altro ed entrambi credono che l'altro sia morto.
Tiriki e altri Atlantidei fuggiti con lei, si stabiliscono nelle paludi che circondano la Montagna Sacra (che in seguito sarà chiamata Isola di Avalon). Qui Tiriki si rende conto che il culto della Grande Dea è molto più forte qui di quanto non fosse ad Atlantide, quindi lei e i suoi compagni iniziano a vivere con gli indigeni e costruiscono una nuova religione, dove la conoscenza di Atlantide e l'Antica Fede del popolo britannico si fondono.

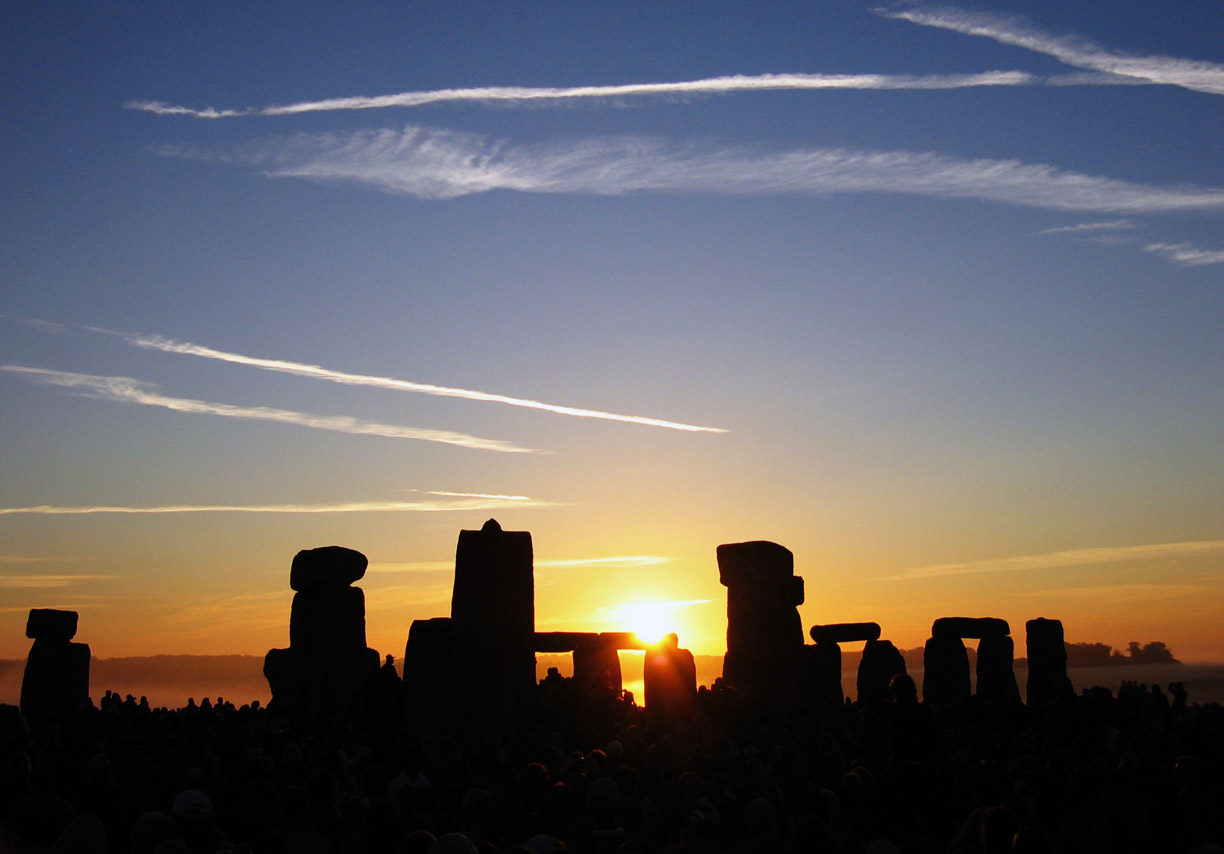
Stonehenge all'alba del solstizio d'estate (21 giugno 2005), con una folla di 19 000 persone che hanno aspettato l'alba tutta la notte

Micail e Tjalan, principe di Alkonath, d'altra parte dell'isola, cercano di ricostruire la gloria perduta di Atlantide e iniziano a costruire un enorme cerchio di pietre, che in seguito sarà conosciuto come Stonehenge, per trasformare il popolo britannico in schiavi usando il suo enorme potere.
Quando Tiriki e i suoi seguaci entrano finalmente in contatto con l'altro insediamento di Atlantide, sorgono immediatamente dei conflitti su come vivere in quella nuova terra, e quali basi gettare per il futuro.

## Ambientazione
Il libro, seguendo gli eventi, è antecedente a Le nebbie di Avalon, e parla della fuga di Atlantide e dell'arrivo in Britannia. I protagonisti del romanzo sono quei sacerdoti che appaiono in molti sogni dei protagonisti degli altri romanzi del ciclo di Avalon, che non sono altro che le loro reincarnazioni, come si evince da più passaggi.
La scena finale del romanzo è inoltre il riferimento preciso a un'altra scena già apparsa all'interno del ciclo e presente nel romanzo Le nebbie di Avalon, quella in cui Igraine e Uther Pendragon sognano di essere due sacerdoti atlantidei fuggiti ad Avalon.
È il più mistico e spirituale dei romanzi, perché si narra il momento in cui il culto della Grande Dea è arrivato nei luoghi in cui è ambientato l'intero ciclo. Il romanzo si pone anche come anello mancante nella connessione implicita fra la mitica Atlantide e la serie di Avalon. Molti personaggi, infatti, sono già apparsi in precedenza nel romanzo Le luci di Atlantide.

## Edizioni
- Marion Zimmer Bradley e Diana L. Paxson, L'alba di Avalon, I edizione, Longanesi, agosto 2005,  p. 403, ISBN 88-304-2211-8.